# Columbiameer
Het Columbiameer (Engels: Columbia Lake) is een meer in de Columbiavallei (Rocky Mountain Trench) in het zuidwesten van Canada in de provincie Brits-Columbia. Het is de bron van de rivier Columbia. Verschillende rivieren monden uit in het meer. Het meer ligt ten noorden van de plaats Canal Flats in het regional district East Kootenay.